# The Big 4
Pour plus de détails, voir Fiche technique et Distribution.
The Big 4 est un film indonésien réalisé par Timo Tjahjanto, sorti en 2022.

## Synopsis
Une équipe d'assassins connue sous le nom de « Big 4 » et menée par Petrus libère des enfants d'un réseau de trafic d'organes. Par la suite, Petrus est assassiné chez lui. Sa fille, Dina, policière, mène l'enquête.

## Fiche technique
- Titre : The Big 4
- Titre original : The Big Four
- Réalisation : Timo Tjahjanto
- Scénario : Timo Tjahjanto et Johanna Wattimena
- Musique : Bembi Gusti, Tony Merle et Aghi Narottama
- Photographie : Batara Goempar
- Montage : Dinda Amanda
- Production : Wicky V. Olindo et Timo Tjahjanto
- Société de production : Frontier Pictures
- Pays :  Indonésie
- Genre : Action, comédie et policier
- Durée : 141 minutes
- Dates de sortie : 
  - Netflix : 15 décembre 2022

## Distribution
- Abimana Aryasatya : Topan
- Putri Marino : Dina
- Lutesha : Alpha
- Arie Kriting : Jenggo
- Kristo Immanuel : Pelor
- Marthino Lio : Suranto / Antonio Sandoval
- Michelle Tahalea : Alo
- Kho Michael : Lengko / Vinsen
- Budi Ros : Petrus
- Donny Damara : Hassan
- Keinaya Meissi Gusti : Dina jeune
- Marsha Timothy : Lady Zero
- Andri Mashadi : Rudha
- Willem Bevers : Syarief
- Gilbert Pattiruhu : Don
- Adjie N. A. : Bunglon

## Accueil
Brian Tallerico pour Rogerebert.com a trouvé le film trop long et trop bavard, mais explosif dans ses scènes d'action.